# Governador Valadares
Governador Valadares est une commune brésilienne de l'est de l'État du Minas Gerais.
Sa population était de 263 594 habitants au recensement de 2010, et de 278 363 habitants en 2015 selon l'estimation de l'Institut Brésilien de Géographie et Statistique. La commune s'étend sur 2 348 km2.

## Maires
| Période | Période | Identité                          | Étiquette | Qualité |
| ------- | ------- | --------------------------------- | --------- | ------- |
| 1993    | 1996    | Paulo Fernando Soares de Oliveira | PRN       |         |
| 1997    | 2000    | José Bonifácio Mourão             | PSDB      |         |
| 2001    | 2004    | João Domingos Fassarela           | PT        |         |
| 2005    | 2008    | José Bonifácio Mourão             | PSDB      |         |
| 2009    | 2012    | Elisa Costa                       | PT        |         |

## Communications
L'indicatif de Governador Valadares (MG) est le 33 .

## Sport
La ville dispose de son propre stade, le Stade José Mammoud Abbas, qui accueille la principale équipe de football de la ville, l'EC Democrata.
La principale richesse touristique et sportive est le Pic de Ibituruna (1'123m), il surplombe la ville de l'autre côté du fleuve Rio Doce. Une route d'accès y fut construite et, dans les années 1977 les premiers pilotes de delta y firent les premiers vols. Le sport se développant avec plus tard l'invention du parapente , la ville s'est autoproclamée capitale mondiale du vol libre lors des belles années où elle accueillait des touristes du monde entier et des compétitions nationales puis internationales. Depuis quelques années l'intérêt des autorités et des acteurs locaux du sport n'étant plus que financier et les infrastructures étant laissées à un certain abandon, les compétitions internationales et même nationales ont déserté le Pic de Ibituruna. Les touristes étrangers comme la plupart des nationaux préfèrent eux aussi d'autres lieux d'Amérique du Sud au coût de la vie plus bas et à l'accueil plus chaleureux. Officiellement classée zone de protection naturelle la montagne est cependant devenue la cible de toutes sortes d'exploitations financières allant de la construction de résidences à un tourisme souvent appelé écologique consistant dans la plupart des cas en visites motorisées des différents commerces, lieux de villégiature et bars entraînant une illumination d'une partie de la route impactant la faune et un amoncellent de détritus tout au long de la route de montée et à son sommet.